# コキットラム・セントラル駅
コキットラム・セントラル駅（英: Coquitlam Central Station）は、カナダ・ブリティッシュコロンビア州・コキットラムにある、スカイトレイン ミレニアム・ラインの駅である。

## 駅構造

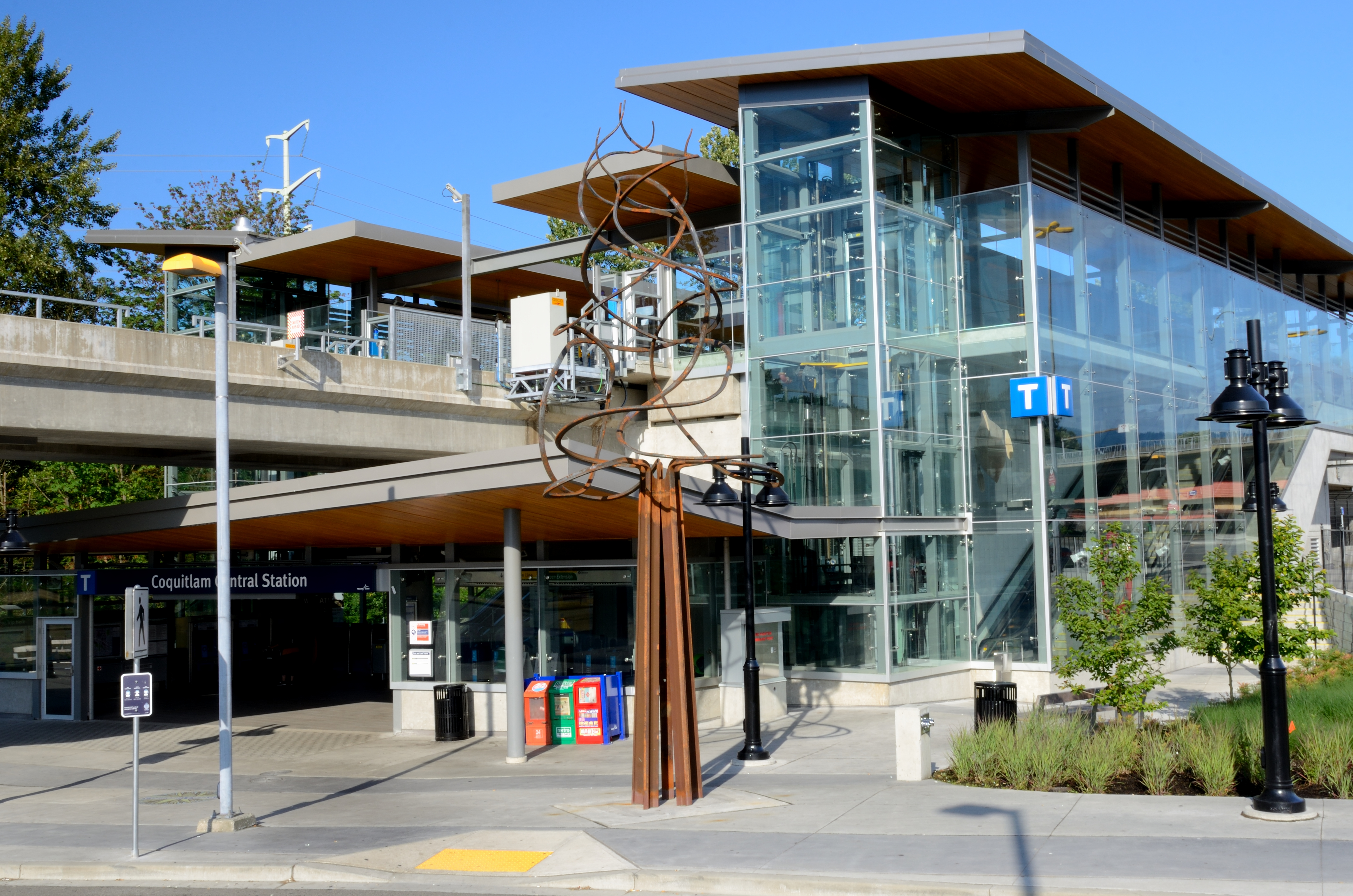
コキットラム・セントラル駅 玄関

相対式ホーム2面2線を有する高架駅。高架ホームは2つのホームをミレニアム・ラインが使用している。2013年2月に高架駅建設工事が着工されている。
ウエストコーストエクスプレスは、1995年に始めた。
相対式ホーム1面2線を有する高架駅である。
| ホーム | 路線              | 行先                          |
| ------ | ----------------- | ----------------------------- |
| 1      | ■ミレニアムライン | VCC-クラーク方面              |
| 2      | ■ミレニアムライン | ラファージ湖 - ダグラス駅方面 |

### 通勤列車
単式ホーム1面1線を有する地上駅。

## 路線
ミレニアムラインが使用する駅である。またバス路線の発着所としての機能が強く、ポートコキットラム・コキットラム・メイプルリッジ 方面のバスの多くはここを始点としている。スカイトレインが運行しない深夜には夜行バスN9が運行しており。
バス路線
| ホーム | 路線 |
| ------ | --- |
| 1      | 159 系統 - ブレイド駅 160 系統 - ポートコキットラム駅                                                                         |
| 2      | 160 系統 - クートニー・ループ                                                                                                 |
| 3      | 188 系統 - ポートコキットラム駅                                                                                               |
| 4      | 186 系統 - ハンプトン公園 189 系統 - ラファージ公園                                                                           |
| 5      | 183 系統 - ムーディー・センター駅                                                                                             |
| 6      | 701 系統 - メイプルリッジ東 701 系統 - ミッションシティ駅 (特) N9 系統 - ダウンタウン（夜行バス）                             |
| 7      | R3ラピッドバス系統（ハニー・プレイス方面）                                                                                    |
| 8      | 151 系統 - バーキトラム駅 |
| 9      | 185 系統 - ランズダウン 187 系統 - パークウェイ                                                                               |
| 10     | 152 系統 - ローヒード駅 |
| 11     | 169 系統 - ブレイド駅 191 系統 - プリンストン                                                                                 |
| 12     | 150 系統 - ホワイトパインビーチ (夏-特) 153 系統 - ブレイド駅 175 系統 - メリディアン (特) 179 系統 - ブンツェンレイク(夏-特) |
| 13     | 171 系統 - フリーモンド 172 系統 - リバーサイド                                                                               |
| 14     | 173 系統 - セダル 174 系統 - ロックリン                                                                                       |

## 隣の駅
■ウエストコーストエクスプレス
ムーディセンター駅 (朝) - コキットラム・セントラル駅 - ポート・コキットラム駅 (夜)
■ミレニアムライン
インレットセンター駅 - コキットラム・セントラル駅 - リンカーン駅